# Andrea Santarelli
Andrea Santarelli (Foligno, 3 de junio de 1993) es un deportista italiano que compite en esgrima, especialista en la modalidad de espada.
Participó en tres Juegos Olímpicos de Verano, obteniendo una medalla de plata en Río de Janeiro 2016, en la prueba por equipos (junto con Marco Fichera, Enrico Garozzo y Paolo Pizzo), el cuarto lugar en Tokio 2020 (individual) y el quinto en París 2024 (equipo).
Ganó tres medallas en el Campeonato Mundial de Esgrima entre los años 2019 y 2023, y siete medallas en el Campeonato Europeo de Esgrima entre los años 2016 y 2025.
En los Juegos Europeos obtuvo dos medallas, bronce en Bakú 2015 y bronce en Cracovia 2023, ambas en la prueba por equipos.

## Palmarés internacional
| Juegos Olímpicos   | Juegos Olímpicos        | Juegos Olímpicos  | Juegos Olímpicos   |
| Año                | Lugar                   | Medalla           | Prueba             |
| ------------------ | ----------------------- | ----------------- | ------------------ |
| 2016               | Río de Janeiro (Brasil) | Medalla de plata  | Espada por equipos |
| Campeonato Mundial |                         |                   |                    |
| Año                | Lugar                   | Medalla           | Prueba             |
| 2019               | Budapest (Hungría)      | Medalla de bronce | Espada individual  |
| 2022               | El Cairo (Egipto)       | Medalla de plata  | Espada por equipos |
| 2023               | Milán (Italia)          | Medalla de oro    | Espada por equipos |
| Juegos Europeos    |                         |                   |                    |
| Año                | Lugar                   | Medalla           | Prueba             |
| 2015               | Bakú (Azerbaiyán)       | Medalla de bronce | Espada por equipos |
| 2023               | Cracovia (Polonia)      | Medalla de bronce | Espada por equipos |
| Campeonato Europeo |                         |                   |                    |
| Año                | Lugar                   | Medalla           | Prueba             |
| 2016               | Toruń (Polonia)         | Medalla de plata  | Espada por equipos |
| 2018               | Novi Sad (Serbia)       | Medalla de bronce | Espada por equipos |
| 2019               | Düsseldorf (Alemania)   | Medalla de plata  | Espada individual  |
| 2022               | Antalya (Turquía)       | Medalla de oro    | Espada por equipos |
| 2024               | Basilea (Suiza)         | Medalla de plata  | Espada por equipos |
| 2025               | Génova (Italia)         | Medalla de bronce | Espada individual  |
| 2025               | Génova (Italia)         | Medalla de bronce | Espada por equipos |